# Kohali
Kohali – wieś w Pakistanie, w prowincji Pendżab. W 2017 roku liczyła 3380 mieszkańców.